# Leptanilla israelis
Leptanilla israelis is een mierensoort uit de onderfamilie van de Leptanillinae. De wetenschappelijke naam van de soort is voor het eerst geldig gepubliceerd in 1987 door Kugler, J..